# Camptocladius flavibasis
Camptocladius flavibasis är en tvåvingeart som först beskrevs av Malloch 1915.  Camptocladius flavibasis ingår i släktet Camptocladius och familjen fjädermyggor.
Artens utbredningsområde är Illinois. Inga underarter finns listade i Catalogue of Life.